# Михайленко Іван Іванович
Іва́н Іва́нович Михайле́нко — старший солдат Збройних сил України, що загинув у ході російського вторгнення в Україну у 2022 році, штаб-сержант.
Обставини загибелі: 10.03.2022, під час виконання бойового завдання зазнав поранень.

## Нагороди
- орден «За мужність» III ступеня (2022, посмертно) — за особисту мужність і самовіддані дії, виявлені у захисті державного суверенітету та територіальної цілісності України, вірність військовій присязі, зразкове виконання службового обов'язку.